# Hülya Darcan
Hülya Darcan (nació el 27 de abril de 1951 en Esmirna ) es una actriz turca de gran trayectoria.
Ella se graduó de la escuela secundaria. En 1967, cuando solo tenía 16 años, quedó tercera en el concurso Ses Magazine Cover Star, una de las revistas más famosas de la época. Como resultado, recibió una oferta de cine. Compartió el papel principal con Fikret Hakan, Ekrem Bora y Tugay Toksöz ' su primera película, Murieron en sus manos, y luego al cine.
Se casó con Tanju Korel, a quien conoció en 1971, en 1974. Zeynep nació en 1975 y Bergüzar nació en 1982.

## Series de TV
- 2021-2022: Érase una vez en Çukurova - Lütfiye Duman[2]
- 2020 - Palabra de Honor - Emsal Adabeyli
- 2014-2019 - Resurrección: Ertuğrul - Hayme Ana
- 2012-2014 - Sra. Dila
- 2012 - Casa de Leyla
- 2011 - Mi corazón te eligió a ti
- 2010 - Vía Láctea
- 2008 - Las mil y una noches (estrella invitada)
- 2007-2008 - Entrega mi corazón
- 2007 - Prisionero
- 2004-2006 - Gran mentira
- 2006 - Buena suerte para ti
- 2005 - Rama de olivo
- 2003 - Violeta Violeta
- 2003 - Padre
- 2002 - Incendio Zeybek
- 1995 - Nuestra casa

## Filmografía
| - 1990 - Diamante negro - 1973 - Tarkan: héroe fuerte - 1973 - Víctima de las Montañas - 1973 - Alí y Rose - 1973 - El ladrón magnífico - 1973 - Yo amaba a Ali - 1973 - Nuestro destino - 1972 - Araña - 1972 - Los cinco locos del infierno - 1972 - Veinte años después - 1972 - Implacable - 1971 - El destino de la niña pobre - 1971 - Del labio a la pistola - 1971 - Una bala para el rey - 1971 - Equipo de porteros - 1971 - Las vidas sin ley - 1971 - Arrepiéntete antes de morir - 1971 - Es tu turno Yosma - 1971 - Charla sobre armas - 1971 - No estamos solos - 1971 - Puño a puño - 1971 - Homenaje - 1970 - Redes del destino - 1970 - Juego peligroso - 1970 - Objetivo vivo - 1970 - Águila de las Montañas - 1970 - El hombre de la pistola de oro - 1970 - Prisionero con el Corazón de León - 1970 - Deliormanli - 1970 - Las mujeres no se venden - 1970 - Destino sangriento - 1970 - Punto negro - 1970 - La novia de luto | - 1969 - Corazón de Madre - 1969 - Golpes de destino - 1969 - Vestido de novia sangriento - 1969 - Su caída no llora - 1969 - Sin mañana - 1969 - El juego del diablo - 1969 - Shirván - 1969 - Robo en Anatolia - 1969 - El matón rebelde - 1969 - Rey del siglo - 1969 - Mi pañuelo blanco - 1969 - Una canción de amor - 1969 - Calvario - 1969 - Niña escalando la montaña - 1969 - Ley de balas - 1969 - Çakırcalı Mehmet Efe y Ayşe - 1969 - Mujer bandida - 1969 - Legado en la cuna - 1968 - Gultekin Águila asiática - 1968 - Guerra de los Khan - 1968 - Regreso de Sinanoğlu - 1968 - Sinanoglu - 1968 - Caminos oscuros - 1968 - Un prisionero escapado - 1968 - María desafortunada - 1968 - Mujeres con cinco hots - 1968 - Dertli Pinar - 1967 - Tierra sin ley - 1967 - Asesino sacrificatorio - 1967 - Muñeca de acero - 1967 - Águila negra - 1967 - Mueren con sus armas en sus manos |